# Kim Myeong-jae
Kim Myeong-jae (koreanisch 김명재; * 30. Mai 1994) ist ein südkoreanischer Fußballspieler. Aktuell steht er bei Busan TC FC unter Vertrag.

## Karriere

### Jugendzeit
Seine Ausbildung an der Universität Soongsil schloss er 2015 ab.

### Fußball-Karriere in Südkorea
Nach seiner Ausbildung ging er zum Drittligisten Gimhae City FC. Mit Gimhae City FC schloss er die Saison 2016 auf den Platz 6 ab. Danach wechselte er zum neugegründeten Zweitligisten Ansan Greeners FC.